# Liang Wenfeng
Liang Wenfeng (en chino, 梁文锋; pinyin, Liáng Wénfēng, Wuchuan, 1985) es un empresario e informático chino, cofundador del fondo de inversión cuantitativo High-Flyer, así como fundador y director ejecutivo de la empresa de inteligencia artificial DeepSeek.

## Primeros años y educación
Liang nació en 1985 en la aldea de Mililing (en chino: 米历岭) del municipio de Tanba (en chino: 覃巴镇), ciudad de Wuchuan, provincia de Guangdong, China. Su padre era docente de escuela primaria.
Se educó en la Universidad de Zhejiang, donde obtuvo una licenciatura en Ingeniería Electrónica y de Comunicaciones en 2007 y una maestría en Ingeniería de Información y Comunicación en 2010. Su tesis de maestría, titulada "Investigación sobre el algoritmo de seguimiento de objetivos basado en cámaras PTZ de bajo costo" (en chino: 基于低成本PTZ摄像机的目标跟踪算法研究), fue dirigida por el Dr. Xiang Zhiyu (en chino: 项志宇).

## Carrera
En 2008, a los 23 años y mientras estudiaba en la universidad, Liang formó un equipo con sus compañeros para recopilar datos de mercados financieros, incluyendo datos macroeconómicos y otras variables del mercado.Durante ese mismo año, él y dos compañeros de clase comenzaron a invertir en acciones locales. A diferencia de otros fundadores de fondos cuantitativos chinos, ni él ni sus compañeros tenían experiencia en grandes firmas financieras o en el extranjero.
Tras graduarse, Liang se mudó a un apartamento en Chengdu, Sichuan, donde experimentó con diversas aplicaciones de la IA. Después de varios intentos fallidos, encontró éxito al aplicar la IA a las finanzas.
En 2013, junto con Xu Jin, exalumno de la Universidad de Zhejiang, Liang fundó Hangzhou Yakebi Investment Management Co Ltd (en chino: 杭州雅克比投资管理有限公司). En 2015, ambos cofundaron Hangzhou Huanfang Technology Co Ltd (en chino: 杭州幻方科技有限公司), que posteriormente se convertiría en Zhejiang Jiuzhang Asset Management Co Ltd (en chino: 浙江九章资产管理有限公司).
En febrero de 2016, Liang y dos ingenieros cofundaron Ningbo High-Flyer Quantitative Investment Management Partnership (Limited Partnership) (en chino: 宁波幻方量化投资管理合伙企业 (有限合伙), una firma que integra matemáticas e IA para la gestión de investiones. El equipo se basó en las matemáticas y la IA para realizar inversiones.
En 2019, cuando High-Flyer ya gestionaba activos por valor de más de 10.000 millones de yuanes, Liang fundó High-Flyer AI, dedicada a la investigación de algoritmos de IA y sus aplicaciones básicas.
El 30 de agosto de 2019, durante la ceremonia de los Premios Golden Bull, Liang pronunció un discurso titulado "El futuro de la inversión cuantitativa en China desde la perspectiva de un programador", que generó considerable debate. En él, estableció que la distinción entre lo cuantitativo y no cuantitativo radica en si las decisiones de inversión las toman métodos cuantitativos o personas, destacando que los fondos cuantitativos operan mediante servidores, sin gestores de cartera tradicionales. También declaró que la misión de High-Flyer es mejorar la eficacia del mercado secundario de China.
En febrero de 2021, se publicó el libro de Gregory Zuckerman The Man Who Solved the Market: How Jim Simons Launched the Quant Revolution. Liang escribió el prólogo de la edición china del libro, donde afirmaba que siempre que se encontraba con dificultades en el trabajo, recordaba las palabras de Simons: "There must be a way to model prices" (N. del T.: "Debe existir una manera de modelar los precios"). En enero de 2025, Zuckerman reconoció en The Wall Street Journal este hecho, señalando que, al igual que Jim Simons, Liang era muy reservado y difícil de contactar.
Durante el 2021, Liang inició la adquisición de miles de GPU de Nvidia para un proyecto paralelo de IA mientras dirigía High-Flyer. Esta decisión, inicialmente considerada excéntrica por algunos expertos del sector, resultaría estratégica. Un socio comercial describió su primer encuentro con Liang como una reunión con "un tipo muy nerd con un peinado terrible" que, pese a no poder articular claramente su visión, expresaba su deseo de crear algo revolucionario, lo que sus socios comerciales pensaron que solo era posible para gigantes como ByteDance y Alibaba Group.
En mayo de 2023, Liang anunció que High-Flyer se orientaría al desarrollo de la inteligencia artificial general y fundó DeepSeek. En una entrevista con 36Kr ese mismo mes, reveló que la empresa había comenzado a adquirir GPUs desde 2015, acumulando más de 10.000 unidades para su plataforma Fire-Flyer, lo que luego permitió a DeepSeek desarrollar modelos extensos de lenguaje (LLM). La financiación de la empresa proviene exclusivamente de High-Flyer. DeepSeek enfocó su estrategia de contratación en candidatos doctorales de las principales universidades del país, priorizando el potencial académico sobre la experiencia previa en la industria.
En julio de 2024, en otra entrevista con 36Kr, Liang comentó sobre la inesperada guerra de precios desencadenada por el lanzamiento de DeepSeek-V2 en China. Destacó la importancia de que China evolucione de consumidor a contribuyente en el desarrollo tecnológico, señalando que su equipo, compuesto principalmente por profesionales formados localmente, demostraba que las tecnologías disruptivas no pueden contenerse mediante enfoques de código cerrado.
El 20 de enero de 2025, Liang participó en el Simposio con Expertos, Empresarios y Representantes de los Campos de la Educación, la Ciencia, la Cultura, la Salud y los Deportes (en chino: 专家、企业家和教科文卫体等领域代表座谈会) en Pekín, donde fue invitado por el primer ministro Li Qiang para aportar sugerencias al borrador del informe anual de trabajo del gobierno de 2024.
Ese mismo día, DeepSeek lanzó DeepSeek-R1, un modelo de IA de razonamiento de código abierto con 685.000 millones de parámetros, acompañado de un documento técnico detallado sobre su arquitectura y metodología de entrenamiento. El modelo, desarrollado con solo 2.048 GPU Nvidia H800 y un coste de 5,6 millones de dólares, demostró una notable eficiencia en comparación con los presupuestos multimillonarios de competidores occidentales. El 27 de enero, la aplicación de DeepSeek superó a ChatGPT como la aplicación gratuita más descargada en la App Store de iOS en Estados Unidos. Al día siguiente, las acciones de empresas tecnológicas estadounidenses registraron una caída histórica, con Nvidia perdiendo $589.000 millones de su valor de mercado, la mayor pérdida diaria en la historia bursátil del país.